# Gunthorpe (Rutland)
Gunthorpe is een civil parish in het bestuurlijke gebied Rutland, in het Engelse graafschap Rutland met 19 inwoners.